# Algae Lake
Algae Lake är en sjö i Antarktis. Den ligger i Östantarktis. Australien gör anspråk på området. Algae Lake ligger 81 meter över havet.